# Schizoporella inarmata
Schizoporella inarmata är en mossdjursart som beskrevs av Walter Douglas Hincks 1884. Schizoporella inarmata ingår i släktet Schizoporella och familjen Schizoporellidae. Inga underarter finns listade i Catalogue of Life.